# Église d'Houtskari
L'église d'Houtskari (finnois : Houtskarin kirkko) ou église de la Vierge Marie d'Houtskär (suédois : Houtskär kyrka Jungfru Maria) est une église construite à Houtskari dans la municipalité de Parainen en Finlande.

## Présentation
L'église est en bois et peinte de couleur rouge. Elle a été construite entre 1703 et 1704 par Erik Nilsson.
L'église est du style des premières églises de bois du sud-ouest de la Finlande. 
L'église possède un retable de 1887, peint par Victor Westerholm. 
Le clocher dont la partie inférieure a été construite en 1753 et la partie supérieure en 1871 est près du cimetière.
La direction des musées de Finlande a classé l'église, le presbytère construit en 1860 et l'ancienne maison paroissiale, parmi les sites culturels construits d'intérêt national.